# Ahu (Osterinsel)

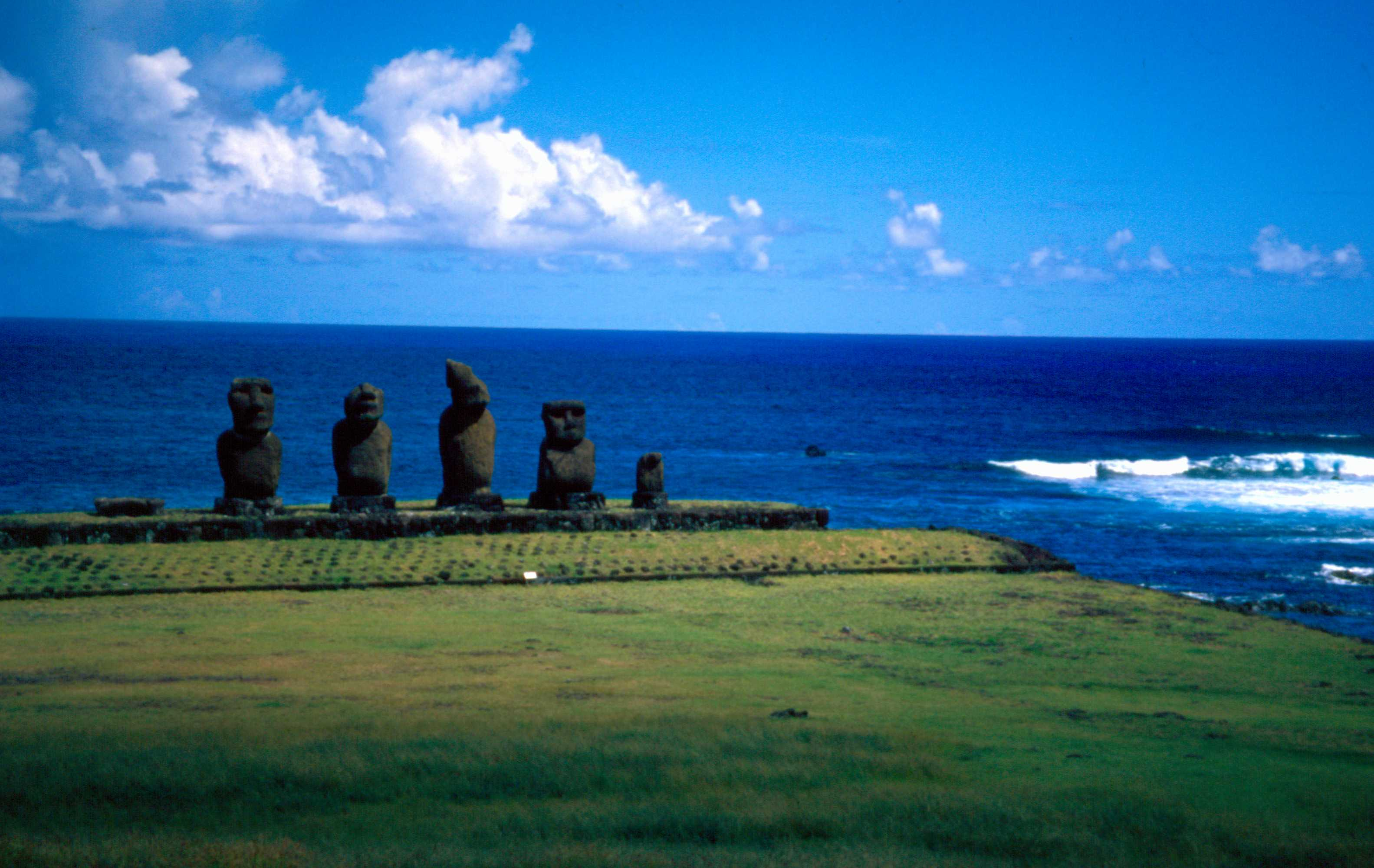
Ahu mit Vorplatz, Rampe, Plattform und Statuen (Ahu Tahiri)

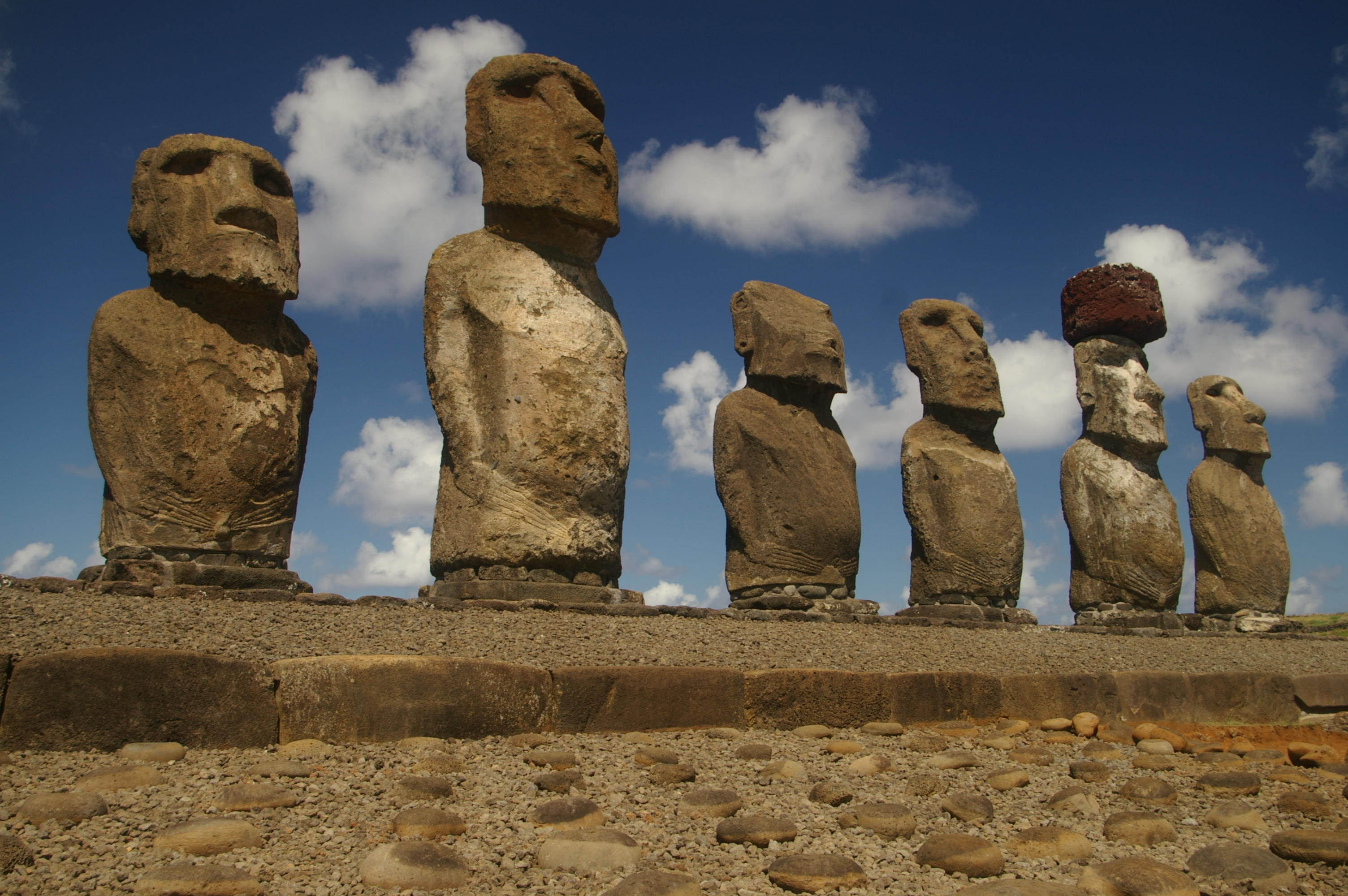
Moais am Ahu Tongariki

Ein Ahu ist eine Zeremonialstätte der Osterinsel, die das baulich manifestierte, spirituelle Verbindungsglied zwischen dem Diesseits und dem Jenseits bildet. Die Anlage ist mit hoher spiritueller Kraft (Mana) und Unantastbarkeit (tapu) versehen, hat aber auch Bedeutung als Symbol politischer Macht. Sie besteht in der Regel aus einer steinernen Plattform mit monumentalen Steinstatuen (Moais), zu der eine angeschrägte Rampe führt sowie einer geebneten, rechteckigen Fläche als Vorplatz für rituelle Feste. Bisher sind auf der Osterinsel 255 Ahu in unterschiedlichen Erhaltungszuständen bekannt, davon 164 mit einem oder mehreren Bildwerken.:Anh. 1
Der Terminus ahu ist ebenfalls von den Marquesas, dem Tuamotu-Archipel und den Australinseln bekannt. Dort bezeichnet er allerdings nur die erhöhte Plattform als Abschluss eines rechteckigen Zeremonialplatzes (marae), auf der Osterinsel hingegen ist die gesamte Zeremonialanlage gemeint.:91

## Lage

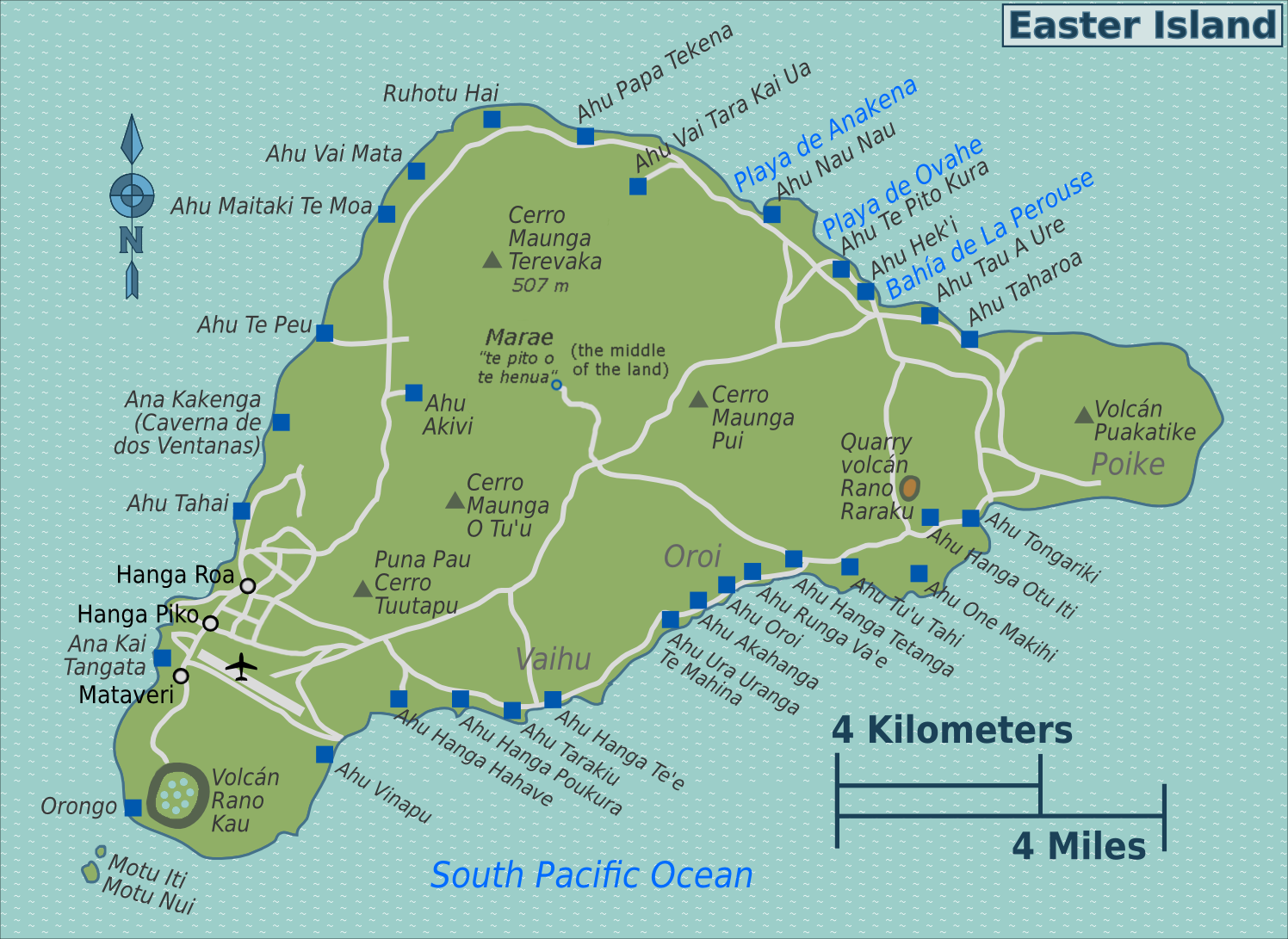
Karte der Osterinsel mit Ahu-Standorten

Die Zeremonialplattformen der Osterinsel befinden bis auf wenige Ausnahmen an der Küste, zum weit überwiegenden Teil innerhalb eines Bereiches von 500 Metern zur Gezeitenlinie. Die meisten Ahu sind an der Nordküste, die größten und am besten ausgestatteten Anlagen findet man jedoch hauptsächlich im Süden.
Die Ahu waren in der klassischen Zeit stets mit einer Ansiedlung verknüpft. Dabei gab es im Abstand der Wohnhäuser zu der Zeremonialanlage eine deutliche Rangfolge, die die streng hierarchisch gegliederte Gesellschaft Polynesiens widerspiegelte. Dem Ahu am nächsten standen die Paenga-Häuser – besonders aufwändig gebaute, an umgedrehte Boote erinnernde Häuser – der Häuptlings- und Priestersippen mit gepflastertem Vorplatz und Erdöfen (umu) sowie die zugeordneten steinernen Hühnerhäuser (hare moa), gefolgt von den besonders fruchtbaren, mit Steinwällen geschützten und gemulchten Feldern (ähnlich den Zocos auf Lanzarote). Erst dahinter, weiter zum Inselinnern, standen inmitten der übrigen Anbauflächen die einfacher gebauten Wohnhäuser der gewöhnlichen Stammesmitglieder.:148 ff. Diese Anordnung zeigt, dass der Ahu nicht nur religiösen, sondern auch machtpolitischen und repräsentativen Zwecken diente.

## Formen und Bestandteile

### Bautypen
Wissenschaftler des 20. Jahrhunderts haben sich bemüht, die Bauweise genauer zu untersuchen. Katherine Routledge, die die Osterinsel zur Zeit des Ersten Weltkrieges besuchte, teilt die Zeremonialplattformen nach der Art ihrer Errichtung und dem Umfang der Ausstattung in vier Bautypen ein:
- Ahu mit Kolossalstatuen (image ahu) – die häufigste und größte Bauform
- rechteckige Ahu (rectangular ahu) – rechtwinklige, einfach gebaute, niedrige Steinplattformen ohne Statuen, möglicherweise die Urform auf der Osterinsel.
- Halbpyramiden-Ahu (semi-pyramidal ahu) – aus unbearbeiteten Steinen errichtete Strukturen, die in rund 50 Exemplaren auf der Osterinsel vorkommen. Sie haben die Form einer sehr niedrigen, langgezogenen, dreiseitigen Pyramide. Die größten Exemplare sind etwa 45 m lang und etwas mehr als 3 m hoch, mit einer oder mehreren Grabkammern. In einigen Fällen sind in die Konstruktion Bruchstücke von aufgegebenen Statuen eingearbeitet.[4]:103
- Ahu Poe Poe – von spitzovalem Grundriss in der Gestalt eines Kanus, dessen Bug und Heck leicht hochgezogen sind. Ein oder zwei steinverkleidete Grabkammern sind entlang der Längsachse eingearbeitet. Die Bauform kommt in 7 Mustern vor, die alle keine Statuen tragen. Ein recht gut erhaltenes Exemplar westlich von Anakena ist rund 20 m lang und 4 m hoch.[4]:104

Diese Einteilung ist im Prinzip heute noch gültig, jedoch nehmen spätere Forscher zum Teil weitere Untergliederungen vor. Ob sich aus den Bautypen eine zeitliche Abfolge der Errichtung ablesen lässt, ist umstritten. Routledge sieht den einfach gebauten, rechteckigen Ahu ohne Statuen als die älteste Form an und den Ahu Poe Poe als die jüngste (möglicherweise erst nach der europäischen Einflussnahme errichtet). Nach neueren Erkenntnissen sind die beiden letztgenannten Typen von ihrer Zweckbestimmung her hauptsächlich Ossuarien und stammen aus der Spätphase der Osterinselkultur.

### Ahu mit Statuen
Die weitaus häufigste und am besten wissenschaftlich untersuchte Form ist der Ahu mit Statuen (image ahu). Eine erste Baubeschreibung lieferte James Cook, der die Osterinsel im Jahr 1774 besuchte:

„Einige dieser gemauerten Plattformen sind 30 oder 40 Fuß lang, 12 oder 16 Fuß breit und 3–12 Fuß hoch. Es hängt in dieser Hinsicht vom Boden ab, denn sie befinden sich gewöhnlich auf dem Rand einer seewärtsschauenden Bank, so dass die Front 10–12 oder mehr Fuß hoch und eine andere nicht über 3 oder 4 Fuß hoch zu sein scheint. Sie sind gebaut, oder besser gesagt belegt, mit behauenem Stein von bedeutender Größe und die Ausführung ist dem schönsten ebenen Stück Steinarbeit gleich, das wir in England haben. Sie brauchten keine Art Zement und doch sind die Fugen überaus eng, die Steine zusammengefügt und in einer sehr kunstvollen Weise gesetzt. Die Seitenwände sind nicht senkrecht, sondern etwas innenwärtsgeneigt, in gleicher Weise wie die Brustwehren in Europa gebaut sind, doch hat alle diese Sorgfalt, Arbeit und Geschicklichkeit nicht vermocht, diese merkwürdige Konstruktion vor den Spuren der alles verzehrenden Zeit zu bewahren. Die Statuen, oder wenigstens viele von ihnen, sind auf diesen Plattformen errichtet. Sie enden, soweit wir urteilen konnten, ungefähr mit ihrer halben Länge in eine Art Stumpf im Boden, auf dem sie stehen.“

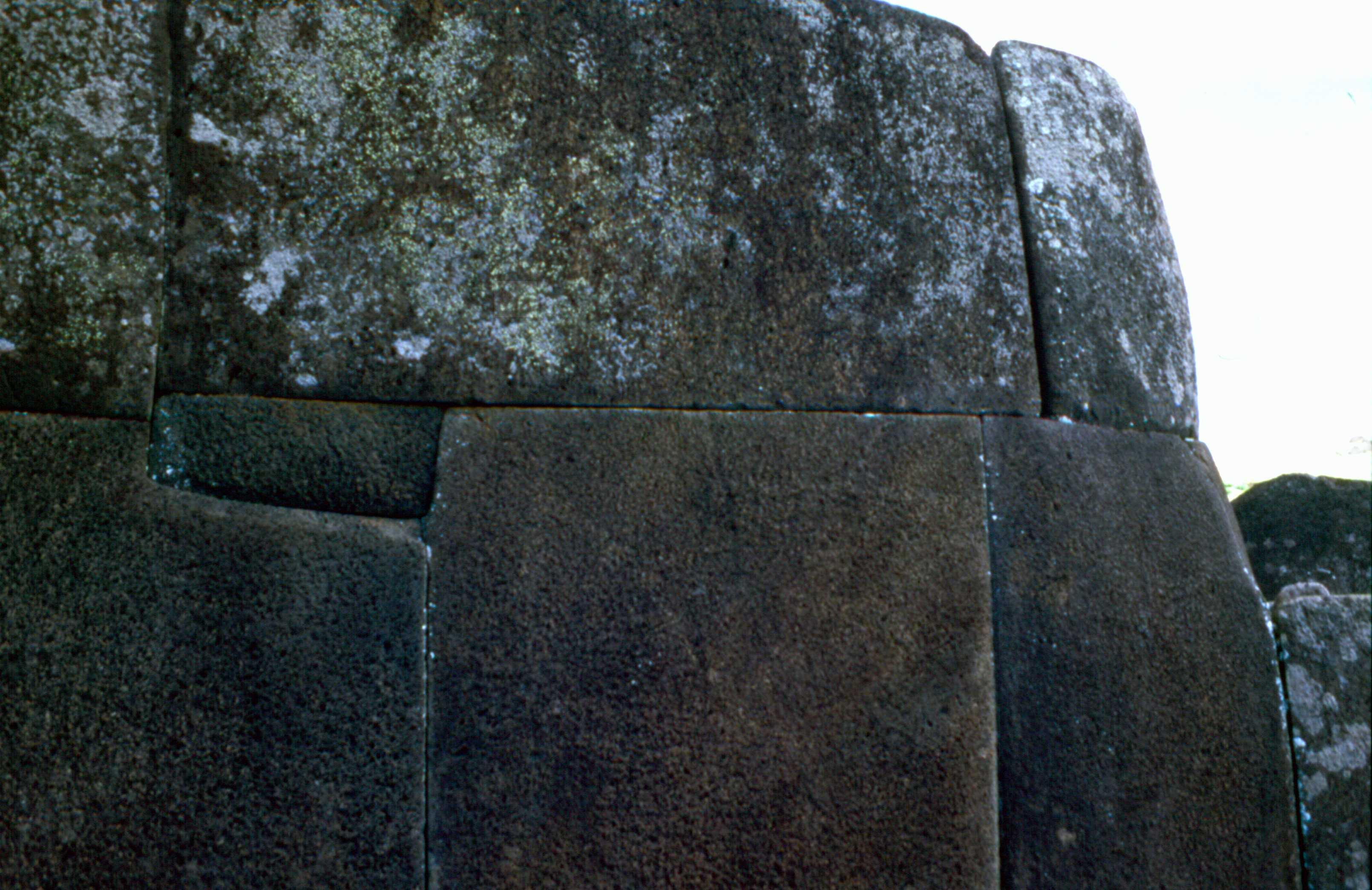
Ahu Vinapu, seeseitige Mauer in megalithischer Steinsetzung

Die Statuen stehen auf einer mit Steinen verblendeten, erhöhten Plattform, die im Innern mit Erde und Geröll aufgefüllt ist. Bei einigen Plattformen, z. B. beim Ahu Tahira in Vinapu, ist das Schalenmauerwerk aus großen, kunstvoll bearbeiteten und sorgfältig eingepassten Blöcken errichtet (Megalithmauer), bei einfacheren Anlagen wurden lediglich Steine im Naturzustand verwendet. Dabei fällt auf, dass die rückwärtige, seeseitig gelegene Wand oft sorgfältiger aufgeführt ist als das übrige Mauerwerk. Die Steine sind ohne Mörtel gesetzt, Mörtel war auf der Osterinsel unbekannt. In die Oberseite der Plattform sind schwere, ovale Steinplatten eingelassen, die als Fundamente für die riesigen Steinstatuen dienen. Darauf erheben sich, mit dem Rücken zum Meer, die bis zu 40 Tonnen schweren Moai, die an der Basis lediglich mit kleinen Steinchen verkeilt sind.
Die Plattformen sind häufig an den Seiten durch etwas niedrigere, aus Stein gesetzte Seitenflügel verlängert. Deren Funktion ist unbekannt, wahrscheinlich dienten sie lediglich repräsentativen Zwecken, um das Bauwerk gewaltiger erscheinen zu lassen. Einige Anlagen erreichen damit eine Gesamtlänge von bis zu 145 Metern.
Zur Plattform führt über die gesamte Länge eine aus Erde aufgeschüttete, oft gepflasterte Rampe. Bei einigen Anlage ragen poro (Rollkiesel) aus der Pflasterung heraus, wahrscheinlich lediglich als Dekorationselement.
Vor der Rampe liegt ein geebneter, manchmal befestigter, rechteckiger Vorplatz, der rituellen Zwecken diente. Der Zeremonialplatz ist in der Regel gegenüber dem Umfeld mit Markierungssteinen abgegrenzt. Hier fanden die regelmäßigen religiösen Zeremonien statt.

„Nach meiner Feststellung verließen sie sich völlig auf ihre Götzenbilder, die allda am Strande in großer Menge aufgerichtet standen. Sie fielen davor nieder und beteten sie an. Diese Götzenbilder waren sämtlich aus Stein gehauen, in der Form eines Menschen, mit langen Ohren. Das Haupt war mit einer Krone geziert. Das ganze war kunstvoll gemacht, worüber wir uns sehr wunderten. Um diese Abgötter herum waren in zwanzig bis dreißig Schritt Breite weiße Steine gelegt.“

Größe und Proportionen der Ahu sowie die Anzahl der Statuen unterliegen keinen erkennbaren Gesetzmäßigkeiten. Es sind sowohl große Ahu von über 100 Metern Länge und bis zu zehn Meter hohen Steinstatuen bekannt als auch Plattformen mit lediglich einer einzelnen, kleinen Figur. Die meisten Plattformen tragen nur eine oder zwei Statuen, solche mit mehr Figuren sind selten. Die größte Anlage ist der Ahu Tongariki mit 145 Metern Länge und 15 Moai. Es ist zu vermuten, dass die an der Spitze der Stammesgesellschaft stehenden Clans der Osterinsel ihre Macht durch die Größe der Plattform, die Anzahl der Statuen und die Sorgfalt der Ausführung sichtbar machten.

### Gruben mit Knochenresten
Bei archäologischen Grabungen wurden an der rückwärtigen Wand einiger Plattformen ummauerte Gruben entdeckt, die als Krematorien dienten.

„An der Rückseite der Plattform, einige Schritte abgesenkt zu einer leicht geneigten Terrasse, die in einer niedrigen Mauer abschließt, erhebt sich ein Mauerviereck, das ein wenig über das Bodenniveau herausragt, so als sei es mit der Plattform verbunden. Menschliche Überreste füllen die innere Kammer und Knochen liegen zwischen den losen Steinbrocken der Plattform und deren Ausläufer verstreut.“

Ob diese Verbrennungsplätze eine spätere Anfügung sind oder bereits bei der Errichtung des Ahu eingeplant waren, ist umstritten.

## Zweckbestimmung und Zeremonien
Der Ahu – zumindest trifft das für die Plattformen mit Bildwerken zu – ist als eine Zeremonialstätte anzusehen, die vorrangig der Ahnenverehrung diente und an der Initiationsriten für Häuptlinge (ariki) und andere hochgestellte Personen stattfanden. Weitere Riten dürften mit Fruchtbarkeits- und Ackerbaukulten verknüpft gewesen sein.
Es steht heute außer Zweifel, dass die Ahu zudem mit einem Totenkult verbunden waren. Archäologische Grabungen haben den Nachweis erbracht, dass sich in den Plattformen ausgesparte Kammern mit Knochenresten befinden. In der klassischen Zeit der Osterinsel-Kultur wurde der Verstorbene in Matten aus Tapa oder Totora-Schilf gewickelt und dem Zerfall ausgesetzt. In der Regel geschah das auf dem geebneten Platz vor dem Ahu der Sippe. War nur noch das Skelett übrig, setzte man die Knochen in der Zeremonialplattform bei. Ein solches Zweitbegräbnis ist auch auf anderen Inseln der Südsee und in Teilen des indopazifischen Raumes gebräuchlich. Diese Art der Bestattung wurde vermutlich aber nur Häuptlingen, Priestern und anderen hochrangigen Mitgliedern der Stämme zuteil. Die Krematorien, die bei einigen Anlagen gefunden wurden, belegen ebenfalls den Bezug zu einem Totenkult. Es ist denkbar, dass hier die weniger hochrangigen Verstorbenen verbrannt wurden.
Ihre Funktion als Grabstätte haben die Ahu auch nach ihrer Zerstörung nicht verloren. Am Ahu Vinapu und einigen anderen Anlagen wurden späte Beisetzungen in den durch die umgestürzten Statuen entstandenen Höhlungen gefunden.

## Alter
Archäologische Untersuchungen haben ergeben, dass die Zeremonialplattformen über Generationen erweitert, aus- oder umgebaut wurden, oft unter Wiederverwendung älteren Materials. Das macht eine Datierung einzelner Anlagen äußerst schwierig.
Radiokohlenstoffdatierungen weisen auf das 11. Jahrhundert als früheste Errichtungsperiode hin.:138–139 Es liegen zwar auch frühere Datierungen vor, sie sind jedoch nicht zweifelsfrei mit den Bauten zu verknüpfen. Den archäologischen Untersuchungen zufolge lag der Schwerpunkt der Bautätigkeit im 14. und 15. Jahrhundert. Wahrscheinlich wurden nach 1650 keine neuen Anlagen mehr errichtet.

## Heutiger Zustand

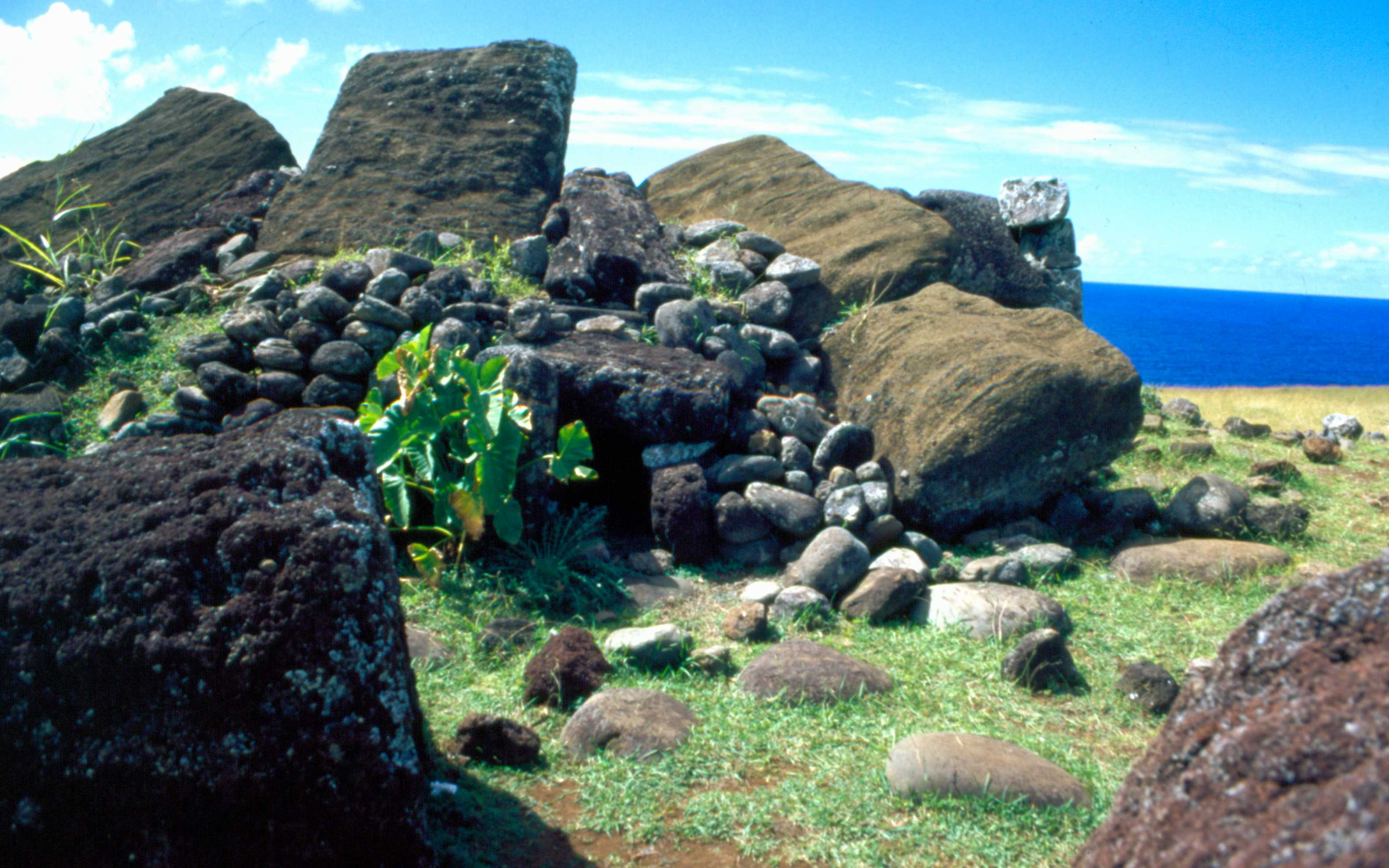
Ahu Aka Hanga mit umgestürzten Moai

Irgendwann zwischen der Entdeckung der Osterinsel durch den Holländer Jakob Roggeveen 1722 und dem Besuch von James Cook 1774 begann die systematische Zerstörung der Ahu durch die Inselbewohner selbst. Mitte des 19. Jahrhunderts gab es auf der Osterinsel keine unbeschädigten Zeremonialplattformen mehr. Die Ursachen sind trotz intensiver Forschung auch heute noch umstritten. Es werden unter anderem folgende Gründe angeführt:
- Bürgerkrieg und innere Konflikte
- Kulturverfall durch den Einfluss der Europäer
- ökologische Zerstörung, gefolgt von einer Hungersnot
- Machtübernahme durch eine Kriegerkaste
- Wechsel zu einer anderen Religion, dem Vogelmannkult
- Erdbeben und Tsunamis

Bei der Mehrzahl der Zeremonialanlagen auf der Osterinsel sind die Plattformen mehr oder weniger zerstört und die Moai umgestürzt. Einige Ahu sind ab den 1950er Jahren mithilfe moderner Technik wieder aufgebaut worden. Besonders sehenswert ist an der Südküste der in den 1960ern rekonstruierte Ahu Tongariki mit 15 aufrecht stehenden Moai von beeindruckender Größe, die größte Zeremonialanlage im Pazifik. Der gut erhaltene Ahu Vinapu mit seinen sorgfältig eingepassten Steinen ist ein besonders schönes Beispiel für die Baukunst der klassischen Periode der Osterinselkultur.

## Parallelen
Der polynesische Ursprung der Osterinselkultur lässt Parallelen auf anderen Inseln des Pazifiks erwarten. Die Errichtung von monumentalen Steinstatuen ist – neben der Osterinsel – von den Marquesas, Pitcairn, Raivavae, Hawaii und Tahiti bekannt. Zeremonialplattformen ohne Statuen (sogenannte Marae) kommen auf fast allen polynesischen und einigen melanesischen Inseln vor. Sie bestehen in der Regel aus einer gerodeten und geebneten Fläche mit einer steinernen, terrassenartig angehobenen, manchmal gestuften Plattform und haben eine offensichtliche Ähnlichkeit mit den rechteckigen Ahu ohne Statuen der Osterinsel, möglicherweise die älteste Bauform.